# 對於中國共產黨介入反對逃犯條例修訂草案運動的質疑
在反對《逃犯條例》修訂草案運動期間，中國共產黨和中華人民共和國政府及其派出機構中共中央香港工作委员会和中央人民政府駐香港特別行政區聯絡辦公室的一些舉動被懷疑是要介入香港的示威活動，這包括在周邊進行演練，或是對於新聞輿論的影響等。但截至2020年5月22日《全国人民代表大会关于建立健全香港特别行政区维护国家安全的法律制度和执行机制的决定》颁布之前，中國共產黨和中华人民共和国政府并未正式直接介入香港事务。惟2020年1月國務院免去王志民的香港中聯辦主任職務，有論者認為是因這場運動而被問責。

## 事件背景

### 潘曉穎命案
2018年2月，一對香港居民情侶陳同佳、潘曉穎到臺灣旅遊，潘曉穎在旅店房間內被男友陳同佳殺害，並被棄屍在臺北市郊草叢。案發後，臺灣士林地方檢察署在同年12月正式通緝陳同佳，時效37年6個月。陳當時已搭機返港，惟臺、港之間沒有引渡協議，香港特區政府無法向臺方提供司法互助，引渡陳赴臺受審。潘曉穎的家屬向香港建制派政黨民主建港協進聯盟（簡稱民建聯）尋求協助。

### 提出修例
2019年2月12日，香港保安局在民建聯支持下，藉此案提出修訂《逃犯及刑事事宜相互法律協助法例》（簡稱《逃犯條例》）草案，開始公眾諮詢。草案允許香港特區政府向中國大陸、澳門和臺灣等司法管轄區移交嫌疑人和進行法律協助。2月至4月間，草案引起立法會、商界、法律界等各界廣泛疑慮。2019年4月1日，富商劉鑾雄就修例向法院提出司法覆核，5月29日又撤回申請。
與建制派政治立場相左的泛民主派反對該草案，他們建議政府採取「日落條款」，僅以特例方式，單次向臺灣移交陳同佳，但遭政府拒絕。臺灣方面也表示，不同意香港以「一個中國」為前提，修改條例、進行交涉。
5月3日至24日，雙方透過立法程序展開攻防，支持草案的建制派議員強行撤換反對草案的民主派法案委員會代主席涂謹申，導致委員會「鬧雙胞」，互相強佔會議室和發生肢體衝突。特區政府隨後公佈歷史性決定，計劃將草案繞過法案委員會並在6月12日直接提交香港立法會大會進行二讀，社會上反對修例的聲音由此演變成大型社會運動。
反方主要反對原因，是因為他們認為修例沒有經過廣泛諮詢和討論，過於急進，並擔憂中国大陆的法治不夠成熟、與香港法律制度差異大，疑犯不能受到公正审判，且中國大陸可能藉法律拘捕政治犯。他們亦認為修例後在港商人可被引渡、資金可被充公，可能會令境外投資者卻步，削弱香港作為國際金融中心的地位。

### 政經因素
在政治方面，由於2014年中華人民共和國國務院發表白皮書，強調對香港享有全面的管治權，全國人民代表大會常務委員會又確立「八三一框架」，引起部分人士不滿，認為框架阻礙了香港實現真正的民主選舉，違反港人治港承諾。劉曉波被判刑事件和銅鑼灣書店事件也可能加深香港人對內地法律和政治體制的不信任。
經濟方面，香港的房價異常高昂且每年急升，工資漲幅遠遠落後物價。而亲北京政府又任由中国富商在香港购买楼盘，使得贫富差距的进一步加大。也因此，當地貧富懸殊和經濟不公平等問題，最终触发此次的激烈抗爭。

## 对中共直接介入的疑虑

### 军警隔空施压或參與出動的忧虑
解放軍驻港部队在香港局勢緊張之際，發放包含“反恐”、“維穩”、“防衛”及“同心”四大主題的影片，其中一段的「防暴演練畫面」是處理示威。當中有解放軍舉起與香港警察相似的紅旗，有「停止衝擊」及「否則使用武力」等文字，亦有解放軍用粵語高叫「後果自負」。
而且早前「光復元朗」遊行期間，8公里的石崗軍營外，已有解放軍持槍戒備。
2019年8月13日晚，徐錦煬遇襲事件中，机场示威者发现一男子疑似拍摄示威者容貌，并在该徐姓深圳籍男子背包内搜出中华人民共和国居民身份证与港澳通行证，以及两截木棍，因此怀疑其为中國大陸公安卧底，另有一名同行的林姓内地男子亦被怀疑是公安,两人因此遭到示威者拘禁和殴打後網民根據該兩名人士的身分證明上網搜尋，發現在深圳福田公安分局警員的名單上有出现徐姓男子（徐锦炀）和林姓男子（林志威）的相同姓名。不过，该事件发生后，证实林姓男子为环球时报记者，而并非网传的公安卧底。
2019年8月14日1时，美国总统特朗普在推特发表称「情报确认中国政府的军队部署香港边境，呼籲各方‘冷静’」，并宣布对北京加征的部分关税推迟至12月15日释放利好。美国国务院同时发出声明，指国务卿蓬佩奥与中共中央外事办公室主任杨洁篪就中美关系交换了意见，但没有说明谈话内容。亦有意見指出，中方正值中美貿易戰談判期間，翌日特朗普连发两条推特表示“中国当然希望达成协议。让他们先人道地与香港合作！”“我毫不怀疑如果他想迅速并人道地解决香港问题，他可以做到。见次面吧？”
2019年8月14日，解放軍東部戰區陸軍發出警告，指從深圳灣春繭體育館出發至香港「只需要10分鐘」。在此敏感時刻，解放軍駐港部隊多部軍車同日清晨亦在油麻地佐敦道一帶出現，有市民更目擊軍車上坐滿駐軍人員，令人關注駐港部隊是否「隨時候命」。

2019年8月16日，台灣中央通訊社報道指內地調遣至少一萬名武裝警察部隊隊員在深圳戒備，隨時可以到香港處理反修例的示威暴力活動。中央社亦引述相關消息人士報道，針對香港局勢因反對修訂逃犯條例而持續惡化並且暴力衝突不斷，內地早前先派遣超過4000名武警到深圳作準備。在香港機場周一（12日）和周二（13日）遭示威者佔據並癱瘓後，又增派數千名武警到深圳，前後合計共派遣約一萬人，共11個支隊。
2020年3月18日，路透社引述消息指有多達4000名中國人民武裝警察部隊成員駐紮在香港，參與了鎮壓香港示威者的行動，有香港警察陪同中國武警到前線。中國武警與解放軍均由中國共產黨中央軍事委員會直接領導，現任中共中央總書記兼中央軍委主席為習近平。中國國防部和香港警務處否認有關消息。

## 对中共影響網絡及輿論的质疑
自從2019年6月香港爆發大規模反修例遊行及示威後，中國政府便加強網路審查屏蔽對香港政府和警方不利的消息自境外流入到內地，另一方面加強對香港和國際傳媒的宣傳攻勢试图影響全球輿論，包括在中外的主要討論區進行洗版，散播假消息，包括部分Wikipedia條目。

### 对中共介入网络的质疑
社交媒體Facebook及Twitter在8月19日證實已關閉多個針對香港示威活動散播“假消息”的賬號。臉書移除了7個專頁、3個群組和5個賬號，並在聲明中稱「我們的調查發現其與中國政府相關個人之間的關聯。」而另一個社交媒體推特停用了936個賬號，也有指被暫停的賬號多達20萬個，理由是「損害香港政治運動的合理性」及這些賬號是中國官方發動資訊戰的一部分，並表示「我們有可靠證據證明，這是一個官方組織的行動。」這些被關閉的頁面及賬號均被指是由中國政府背後操縱，臉書及推特公開了部分牽涉散發“虛假信息”的頁面，大部分是帶有煽動性文字的圖片，包括針對報導警方濫權的記者進行誣衊，也有圖文是將示威者與ISIS相提並論。對於臉書和推特停用及關閉多個懷疑與中國政府有關的賬號，中國外交部發言人耿爽在20日的例行記者會上表示不瞭解具體情況，他又稱對於當前香港的局勢，14億中國人、海外華人華僑及廣大留學生，都有權表達自己的觀點和看法。雖然這是兩家公司首次對中國政府發動的輿論戰採取行動，但有專家認為這次行動中被刪除的帳戶，只是受中國政府操縱的帳戶當中的冰山一角。 彭博通讯社的一篇评论，在检查了推特所公布的相关账号数据以后，指出这些账号发布的绝大多数内容与香港无关，且没有得到读者赞誉互动、转发、回复。  Yahoo!財經上的一篇相关分析，指中国政府在网上的宣传活动与俄罗斯有较大不同，主要侧重于中国人所认为的（有关主权问题的）“内部事务”。   8月22日，Google宣佈YouTube已關閉210個涉及香港反修例示威的頻道，指有關頻道以虛擬私人網絡等方式隱藏來源及企圖操縱輿論，Google其中一名網絡安全主管在網誌表示這次行動，與Twitter及Facebook在日前應對中國官方操縱賬號發布虛假訊息而採取的行動相符。

### 中国外交部施壓
8月21日，彭博新聞指中國外交部曾向函多家外國國際媒體發信，要求採用中國官方的觀點報導香港的反送中抗議活動，包括華爾街日報、路透社和法新社等國際媒體的高級編輯都接獲信件，信件內有長達43頁的文件，包括香港抗議活動的時間軸，強調香港的混亂局面涉及「外部干預勢力」，又將示威者形容為「暴徒」，並譴責美國是背後煽動暴力的「黑手」。信中亦引述歐美多國警方對抗議活動的回應及引述如新加坡律政部長尚穆根等呼籲冷靜的外國政客，這封信件被指企圖影響國際媒體的報導從而主導全球對香港當前局勢的輿論。

## 对中共直接下令撤回修例的怀疑
2019年9月28日，阿里巴巴集團旗下的《南華早報》引述消息指，行政長官林鄭月娥宣佈正式撤回條例草案前，曾經請示中共總書記習近平，並得到其批准，引起外界對中共直接插手香港事務的質疑。

## 中共全會公報的相关回應
2019年10月31日，中共十九屆四中全會閉幕，會議除了通過中共中央總書記習近平代表中共中央政治局作的工作報告外，官方公報在一國兩制部分提到「建立健全特別行政區維護國家安全的法律制度和執行機制」，外界解讀為中共準備為《香港基本法第二十三條》立法而釋放的訊號。

## 正式介入
2020年5月22日，第十三届全国人民代表大会第三次会议在北京召开。此次会议上审议并通过了《全国人民代表大会关于建立健全香港特别行政区维护国家安全的法律制度和执行机制的决定（草案）》。根据《决定》第六条，全国人大决定授权全国人大常务委员会制定涉港国安相关法律。此后，全国人大会常务委员会将制定相关法律并将其列入《基本法》附件三（《基本法》“附件三”为在香港特别行政区实施的全国性法律），由香港特别行政区政府在当地施行。随后经过一系列立法程序后，最终颁布了《中華人民共和國香港特別行政區維護國家安全法》，并于同年6月30日正式生效。

## 影響
隨着運動不斷升溫，中國大陸的「愛國護港」情緒空前高漲。部分大陸網民认为运动已背离其初衷，並指控示威者是幕后有“境外敌对势力”的“港独分子”，及称他们是“废青”。在香港中联办遭受冲击、示威中出现“支那”等侮辱性字句、国旗和国徽遭破坏、港警个人信息遭泄漏、两名中國大陸人士在香港机场遭数小时包圍並一度受襲擊后，民众民族主义情绪高涨，“支持港警、铲除‘港独’、严惩暴徒”的呼声日益强烈。大量中國大陸網民自發組織「翻牆」到各社交媒體與香港網民争论，亦有香港支持示威者到內地社交媒體新浪微博和知乎等宣传理念，由于双方价值观存在差异，部分争论变成对骂和侮辱。8月有示威者袭击大陆的游客、记者，引起大陆人更多愤慨，进一步加劇雙方衝突。香港01等媒体认为，大陸政府對運動訊息的嚴格審查或令大陸人民未能全面接收訊息，兩地網民的認知差異也成為衝突原因之一。同时也因为此次运动，间接导致中国中央政府决定直接介入此次运动，并成为制定《港版国安法》的“导火索”。